# Зимняя (приток Рехты)
Зимняя (устар. Северная Рехта) — река в России, протекает по Виноградовскому району Архангельской области. Устье реки находится в 6 км от устья Рёхты по правому берегу. Длина реки составляет 12 км.

## Данные водного реестра
По данным государственного водного реестра России относится к Двинско-Печорскому бассейновому округу, водохозяйственный участок реки — Северная Двина от впадения реки Вычегда до впадения реки Вага, речной подбассейн реки — Северная Двина ниже места слияния Вычегды и Малой Северной Двины. Речной бассейн реки — Северная Двина.
Код объекта в государственном водном реестре — 03020300112103000027852.